# Peter Fischer (Philatelist)
Peter Fischer (* 6. April 1937 in Berlin-Charlottenburg; † 4. Juni 2022) war ein deutscher Philatelist, Autor, Juror und Fachjournalist.

## Biografie
Fischer studierte nach dem Abitur von 1956 bis 1961 Germanistik und Publizistik an der Freien Universität Berlin und der Universität Leipzig (ohne Abschluss) sowie von 1965 bis 1967 an der Fachschule für Journalistik. Seit 1956 war er bereits als freiberuflicher Journalist tätig.
Er war über Jahre und Jahrzehnte fester Mitarbeiter des sammler express sowie später der DBZ/se und anderer Blätter. Für die Tageszeitung Der Morgen verfasste er 35 Jahre lang, von 1956 bis 1991, eine wöchentlich erscheinende „Briefmarkenecke!“. Er veröffentlichte zahlreiche Bücher und war Mitherausgeber des DDR-Universalkataloges (1986), Verfasser des dreibändigen Werkes 150 Jahre Deutsche Briefmarken (1999) und der ersten drei Schriften des Consilium Philatelicum zu Nationalen und Internationalen Ausstellungen in Deutschland (1997–1999).
Von 1970 bis zur Auflösung 1990 war er Vorsitzender des Philatelistenverbandes im Kulturbund der DDR.
Fischer war 1973 Juror im Rang 1, 1975 FIP-Juror. Außerdem hatte er Einsätze bei der MLADOST in Sofia 1974, der ESPANA 1975, der STOCKHOLMIA 1986, der FINLANDIA 1988, als Juror und stellv. Jurysekretär bei der BULGARIA 89 und der PHILAFRANCE 89, Vizepräsident der Jury der IPHLA 89 in Frankfurt a. M., Juror bei der LONDON 90 und der 10. FIP-Jugendausstellung in Düsseldorf, Vorsitzender der Jury der LIPSIA 07 und der IPHLA 2012 in Mainz.
1981 war er Ausstellungsleiter der Militaria in Berlin.
Fischer war seit den 1970er Jahren Delegierter des Philatelistenverbandes der DDR bei zahlreichen FIP-Kongressen und arbeitete unter FIP-Präsident Ladislav Dvořáček nach 1980 an neuen Satzungen und Ordnungen der FIP mit. 2007 und 2012 war er ebenfalls an den neuen Literaturnachrichten des BDPh aktiv beteiligt.

## Ehrungen (Auswahl)
- 1964 Ehrennadel der Philatelie der DDR in Silber[4]
- 1967 Ehrennadel der Philatelie der DDR in Gold[4]
- 1970 Leninplakette des Philatelistenverbandes der DDR[4]
- 1977 Franz-Mehring-Ehrennadel[4]
- 1978 Ehrenmitglied des Verbandes tschechoslowakischer Philatelisten[4]
- 1978 und 2010 Goldene Ehrennadel des Polnischen Philatelistenverbandes[4]
- 1979 Ehrenmitglied des Allunionverbandes der Philatelisten der UdSSR[4]
- 1979 Medaille 30 Jahre Philatelie im Kulturbund der DDR und 10 Jahre Philatelistenverband[4]
- 1982 Ehrenmedaille der Nationalen Front der DDR[4]
- 1984 Kurt-Barthel-Medaille[4]
- 1986 Ehrennadel des Kulturbundes der DDR in Gold[4]
- 1987 Goldene Feder des Verbandes der Journalisten der DDR
- 1989 Medaille 40 Jahre Philatelie im Kulturbund der DDR – 20 Jahre Philatelistenverband
- 1992 Verdienstnadel des BDPh Bronze; 1995 Silber
- 1992 Hans-Wagner-Medaille
- 1995 Ehrenmitglied der OSPC (Olympia- und Sport-Philatelisten-Club Berlin)
- 1998 Richard-Renner-Medaille
- 2000 Ehrenmedaille des Verbandes Berliner Philatelisten-Vereine
- 2000 Sieger-Literatur-Medaille
- 2002 Verdienstnadel des Landesverbandes der Philatelisten Brandenburgs in Silber
- 2002 Hans-Wagner-Medaille
- 2002 Verdienstmedaille „Otto Lilienthal“ des IAPC (Internationale Aero-Philatelisten Club)
- 2008 Kalckhoff-Medaille
- 2008 Vermeil-Medaille für Verdienste um Forschung und Literatur des BDPh
- 2012 Ehrenmitglied des Philatelistenclubs Berlin-Mitte
- 2015 Heinrich-Köhler-Preis
- 2020 Hermann-Deninger-Literaturpreis

## Publikationen (Auswahl)
- Mai 1956 bis Juni 1991 für eine wöchentliche Briefmarkenecke in der Berliner Tageszeitung „Der Morgen“ verantwortlich
- seit November 1966 zusätzlich auch für eine wöchentliche Ecke „100 Zeilen für den Jungsammler“
- Freundschaft siegt 1973
- DDR-UdSSR im Spiegel der Philatelie 1979
- Philatelie zwischen Gestern und Heute 1945–1979
- DDR-Universal-Katalog 1986
- Klassische Briefmarken – Geschichten zum 150jährigen Jubiläum 1989
- Postkatzen – Philatelistische und postalische Merkwürdigkeiten aus alten Journalen 1990
- Ersttagsbriefe- und Stempelkatalog SBZ und DDR 1996/2005
- Katalog Ersttagsblätter, Maximumkarten, Numisbriefe der DDR 2005
- Nationale und internationale Briefmarkenausstellungen in Deutschland in der Schriftenreihe des CPh zur Geschichte der Philatelie in Deutschland 1997–1999
- 150 Jahre Deutsche Briefmarken 1999
- 150 Jahre Deutsche Briefmarken – Die wichtigsten Erstausgaben deutscher Sammelgebiete 2000
- PSF 100 – 1020 Berlin – Ein besonderer Kurierdienst der DDR
- Was nicht im Katalog steht – Aus den Akten des Ministeriums für Post- und Fernmeldewesen der DDR 2002–2012
- Europas erste Briefmarken 2007
- Das philatelistische Prüfwesen in SBZ und DDR 1945–1990
- Die organisierte Philatelie in SBZ und DDR 1945–1990